# Lagopus muta pleskei
Lagopus muta pleskei es una subespecie  de la familia Tetraonidae en el orden de los Galliformes. 

## Distribución geográfica
Se encuentra al norte de Siberia.